# 로벨리아 인플라타

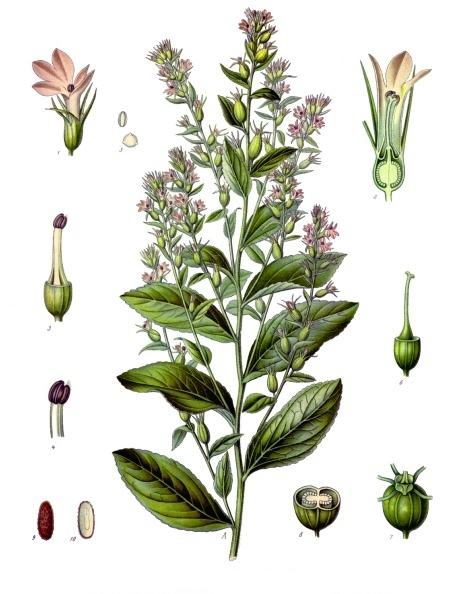
로벨리아 인플라타

로벨리아 인플라타(Lobelia inflata, Indian tobacco, puke weed)는 캐나다 남동부에서 남쪽으로 미국 동부에서 앨라배마주, 서쪽으로 캔자스주까지의 북아메리카 동부에 자생하는 로벨리아의 종이다.

## 성장
로벨리아 인플라타는 15~100 센티미터 높이의 초본식물이다. 잎은 약 8 센티미터 길이이다.